# Kazimierz Górski (lekkoatleta)
Kazimierz Górski (ur. 6 lutego 1906 w Piotrkowie Trybunalskim, zm. 3 września 1988 tamże) – polski lekkoatleta, specjalista rzutów, mistrz i rekordzista Polski.

## Życiorys
Wystąpił na akademickich mistrzostwach świata w 1927 w Rzymie, gdzie zajął 6. miejsce w rzucie dyskiem i 7. miejsce w pchnięciu kulą. 
Podczas mistrzostw Polski w 1927 zdobył złote medale w pchnięciu kulą, rzucie młotem i rzucie dyskiem oburącz, srebrny w pchnięciu kulą oburącz i brązowy w rzucie dyskiem. Na mistrzostwach Polski w 1929 został mistrzem w rzucie dyskiem oburącz, wicemistrzem w pchnięciu kulą oraz brązowym medalistą w sztafecie 4 × 100 metrów i rzucie dyskiem.
4 sierpnia 1929 w Budapeszcie ustanowił rekord  Polski w pchnięciu kulą wynikiem 14,07 m, poprawiony podczas tych samych zawodów przez Zygmunta Heljasza.
W latach 1927–1929 wystąpił w sześciu meczach reprezentacji Polski (11 startów), odnosząc 2 zwycięstwa indywidualne.
Rekordy życiowe:
- pchnięcie kulą – 14,07 m (4 sierpnia 1929. Budapeszt)
- rzut dyskiem – 43,69 m (15 czerwca 1929, Wilno)
- rzut młotem – 32,24 m (10 lipca 1927, Warszawa)

Był zawodnikiem KSMS Piotrków Trybunalski (1925-1927) i Polonii Warszawa (1927-1931).
Ukończył Średnią Państwową Szkołę Ogrodniczą w Poznaniu. Był dyplomowanym ogrodnikiem.